# 一般型曲面
代数幾何学では、一般型曲面(surface of general type)とは、小平次元が 2 である代数曲面を言う。周の定理により、任意のコンパクトな次元 2 の複素多様体で小平次元が 2 のものは実際に代数曲面であり、ある意味でたいていの曲面はこのクラスに入っている。

## 分類
ギーセカ(Gieseker)は、一般型曲面には粗いモジュライスキーム(coarse moduli scheme)が存在することを示した。このことは、任意に固定したチャーン数 c12 と c2 の値に対し、そのようなチャーン数を持つ一般型の曲面を分類する準射影スキーム(quasi-projective scheme)が存在することを意味する。これらのスキームを明示的に記述することは非常に難しい問題で、（スキームが空の場合を除き）これが完成されたチャーン数のペアは少ししかない。一般にはそれらのスキームが複雑すぎて具体的に書き下すことができないことを示す証拠がいくつかある：知られている既約成分の個数の上界が非常に大きいこと、いたるところ被約でない(被約でないスキーム)成分が存在しうること、成分の次元がいくつもの異なる値をとりうること、すでに具体的に調べられているいくつかの例も非常に複雑に見えることである。

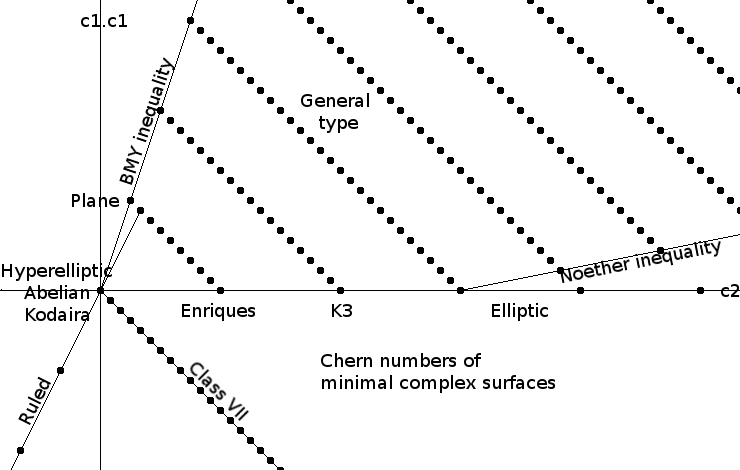
極小曲面のチャーン数

一般型の曲面となるようなチャーン類のペアの研究は、「チャーン数の地理学」として知られていて、この疑問へはほぼ完ぺきな答えがある。一般型の極小(minimal)な複素曲面のチャーン数が満たさねばならない条件がいくつかある。
- {\displaystyle c_{1}^{2}+c_{2}\equiv 0{\pmod {12}}} （12χ に等しい）
- {\displaystyle c_{1}^{2}\geq 0,c_{2}\geq 0}
- {\displaystyle c_{1}^{2}\leq 3c_{2}} （ボゴモロフ・宮岡・ヤウの不等式）
- {\displaystyle 5c_{1}^{2}-c_{2}+36\geq 12q\geq 0} ここで q は曲面の不正則数である。（ネター不等式）

これらの条件を満たす多くの（全ての、かもしれない）整数のペアは、ある一般型の複素曲面のチャーン数である。一方、概複素曲面に対しては、唯一の拘束条件は、
{\displaystyle c_{1}^{2}+c_{2}\equiv 0{\pmod {12}},}
であり、この条件を満たすようなチャーン数のペアは常に、ある概複素曲面のチャーン数として実現できる。

## 例
今までに見つかっている多くの一般型曲線から、いくつかを選んで紹介する。これまでに研究されている一般型曲面の多くは、チャーン数として取りうる値からなる領域の縁の部分、もしくはその近辺にある。特に、堀川曲面は「ネター直線」の近く、または上にある。以下に一覧化する曲面の多くは、直線 c2 + c12 = 12χ = 12 の上にある（12というのは、一般型曲面に対して c2 + c12 の取りうる最小の値である）。また、直線 3c2 = c12 上にある曲面は全てC2 の単位球の商である（それらを見つけ出すことは非常に難しい）。

### χ=1 を持つ曲面
図の左下の境界にあるこれらの曲面は、詳しく研究されている。これらの曲面では、持ちうる第二チャーン類は、3 から 11 までの任意の整数である。これらの値全てについて、そのチャーン数を持つ曲面が知られている。研究されている多くの例のうちのいくつかを挙げる。
- c2 = 3: マンフォード曲面（英語版）(Mumford surface) 第一の例はマンフォード(Mumford)により、p-進幾何学を使い発見され、全部で 50 例ある。マンフォード曲面は射影平面と同じベッチ数を持っているが、基本群が無限群であり、同相ではない。
- c2 = 4: ベルヴィル曲面（英語版）(Beauville surface)は、オーナンド・ベルヴィル(Arnaud Beauville)に因んで命名され、基本群が無限群である。
- c2 ≥ 4: ベルニア曲面（英語版）(Burniat surface)
- c2 = 10: カンペデーリ曲面（英語版）(Campedelli surface) 同じホッジ数を持つ曲面で、数値的カンペデーリ曲面(numerical Campedelli surfaces)と呼ばれている。
- c2 = 10: カタネーゼ曲面（英語版）(Catanese surface)は単連結である。
- c2 = 11: ガドー曲面（英語版）(Godeaux surface) 位数 5 の巡回群が自由にフェルマー曲面（英語版）(Fermat surface)上の点(w : x : y : z) に作用する。点は P3 内であり、w5 + x5 + y5 + z5 = 0 を満たし、(w : x : y : z) から (w:ρx:ρ2y:ρ3z) へ写像される。ここの ρ は 1 の 5番目の根である。この作用による商が元々のガドー曲面である。同じホッジ数を持つ曲面で同じ方法で構成された他の曲面も、ガドー曲面と呼ばれることがある。同じホッジ数（バーロー曲面(Barlow surfaces)）をもつ曲面は、数値的ガドー曲面(numerical Godeaux surfaces)と呼ばれる。元々のガドー曲面の基本群は、位数 5 の巡回群である。
- c2 = 11: バーロー曲面（英語版）(Barlow surface)は単連結である。pg = 0 の一般型曲面で単連結な唯一しられた例である。

### 他の例
- カステルヌオヴォ曲面（英語版）(Castelnuovo surface) 他の極端な例として、カステルヌオヴォ(Castelnuovo)は、標準バンドルが一般型の曲面に対し非常に豊富であれば、c12 ≥ 3pg − 7 を示した。カステルヌオヴォ曲面は、標準バンドルが非常に豊富で c12 = 3pg − 7 である一般型曲面である。
- 完全交叉（英語版）(Complete intersection) Pn の次数 d1   ≥   d2   ≥   ...   ≥   dn−2 ≥ 2 の超曲面の滑らかな完全交叉は、次数が (2), (3), (2, 2) (rational), (4), (3, 2), (2, 2, 2) (小平次元 0) でなければ、一般型の曲面である。完全交叉は全て単連結である。特別な例として、超曲面(hypersurfaces)がある。例えば、P3 の中の少なくとも次数が 5 の非特異曲面は一般型である。（次数 4 の非特異超曲面はK3曲面であり、次数が 4 以下の曲面は有理曲面である。）
- 3次 3次元多様体上の直線の̼ファノ曲面（英語版）(Fano surface)
- ヒルベルトモジュラ曲面（英語版）(Hilbert modular surface)はほとんど一般型である。
- 堀川曲面（英語版）(Horikawa surface)は、q = 0 と pg = c12/2 + 2 あるいは c12/2 + 3/2 である曲面である（これは、チャーン数として取りうる値のなす領域の境界のうち、「ネター直線」の上か近くにあることを意味する）。堀川曲面は単連結で、堀川(Horikawa)はこれらの詳細な記述を与えた。
- 積(Products) 両方とも種数がすくなくとも 2 の 2つの曲線の積は一般型曲面である。
- P2 内の次数 2m の非特異曲線の二重被覆は、2m≥8 であれば一般型である（ 2m=2 に対し、二重被覆は有理的であり、2m=4 に対して再び有理的となり、デル・ペッゾ二重平面（英語版）(del Pezzo double plane)と呼ばれる。2m=6 に対してはK3曲面である）。それらは単連結であり、チャーン数 c12 = 2(m − 3)2, c2 = 4m2 − 6m + 6 となる。

## 標準モデル
Bombieri (1973) は、n≥5 のときは常に、一般型複素曲面に対し、多重標準写像 φnK がその像と双有理同型となることを示し、Ekedahl (1988) は、正の標数でもこれらの結果が成立することを示した。n が 4 のときに双有理同型とはならない例が存在する。これらの結果はライダーの定理(Reider's theorem)に従う。